# Мужчины за работой
«Мужчины за работой» (англ. Men at Work) — кинофильм, комедия режиссёра Эмилио Эстевеса снятый в 1990 году.

## Сюжет
Два мусорщика, Карл и Джеймс — абсолютные бездельники. Им хочется только играть мусорными баками, заниматься сёрфингом или просто мечтать. Но однажды среди мусора они находят труп кандидата в мэры города. Проблема в том, что Карл прошлым вечером стрелял в этого самого кандидата из пневматической винтовки.

## В ролях
- Чарли Шин — Карл Тейлор
- Эмилио Эстевес — Джеймс Сент-Джеймс
- Кит Девид — Луи Феддерс
- Лесли Хоуп — Сьюзан Уилкинс
- Ден Камерон — разносчик пиццы
- Джон Гетц — Максвелл Поттердам III

## Саундтрек
Men at Work (Rhino/Wea, 18. Juli, 1990)
1. Wear You to the Ball — UB40
2. Super Cool — Sly & Robbie
3. Big Pink House — Tyrants in Therapy
4. Feeling Good — Pressure Drop
5. Back to Back — Blood Brothers
6. Take Heed — Black Uhuru
7. Here and Beyond — Sly & Robbie
8. Truthful — Blood Brothers
9. Reggae Ambassador — Third World
10. Give a Little Love — Ziggy Marley & the Melody Makers
11. Playas Dawn — Stewart Copeland
12. Pink Panther No. 23 — Stewart Copeland
13. Pump up the Jam — Technotronic